# الإمارات لتموين الطائرات
الإمارات لتموين الطائرات (EKFC) هي خدمة تقديم الطعام على متن الطائرة ومقرها في دبي، الإمارات العربية المتحدة، والتي توفر خدمات التموين والدعم لطيران الإمارات وجميع شركات الطيران الأخرى الموجودة في مطار دبي الدولي. وهي شركة تابعة لمجموعة الإمارات.
توظف مباشرة أكثر من 11.000 موظف، وتعمل من مركز طيران الإمارات للتموين الذي لديه القدرة على إنتاج أكثر من 225.000 وجبة يوميًا. قدمت الشركة 55 مليون وجبة في عام 2017، بمتوسط وجبة يومي يصل إلى 180.000.

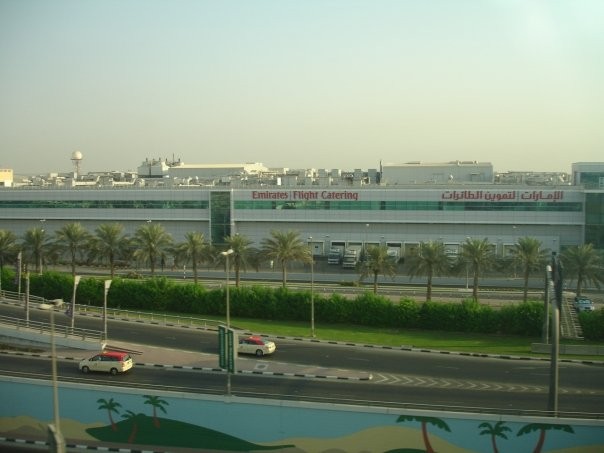
طيران الإمارات للتموين في مطار دبي الدولي

تأسست طيران الإمارات لتموين الطائرات من شركة الإمارات أبيلا للتموين في عام 2003. وتنتج الآن أكثر من 55 مليون وجبة في السنة ولديها أسطول يتكون من 295 شاحنة ذات محمل عالي و 89 مركبة خاصة للطائرة إيرباص A380 .
في يوليو 2005، بدأت عملياتها في منشأة فوود بوينت الجديدة، والتي تبلغ 10,000 متر مربع (107,639 قدم2) منشأة قادرة على إنتاج 30 مليون وجبة سنويًا.
في أوائل عام 2006، بدأت EKFC عملياتها في منشأة تقديم طعام جديدة مخصصة لخدمة رحلات طيران الإمارات. يمكن للمرفق إنتاج أكثر من 115000 وجبة يوميًا. يستخدم المرفق القديم الآن لخدمة جميع شركات الطيران الدولية البالغ عددها 120 شركة التي تعمل خارج مطار دبي، فضلاً عن توفير الطعام لـ 25 صالة في مطارات دبي. وفي عام 2006 أيضًا، وسعت EKFC مصنع غسيل لاينين كرافت. وفي يناير/ كانون الثاني 2021، بدأت في إنتاج أطعمة الكوشر بالشراكة مع «اتحاد جنوب أفريقيا للمعابد الأرثوذكسية». وسيحمل المشروع المشترك اسم «كوشر أرابيا».
وفي عام 2018 تم اختيار "الإمارات لتموين الطائرات" لتقديم خدمات الضيافة والدعم التشغيلي لجناح نيوزيلاندا في معرض إكسبو 2020 دبي 
وفي عام 2019 حصلت  "الإمارات لتموين الطائرات"على  جائزة " أفضل مزود لخدمات الطعام في الشرق الأوسط" من مجلة "باكس إنترناشونال" للسنة الخامسة على التوالي.
وفي عام 2024 استحوذت شركة «الإمارات لتموين الطائرات»،  على شركة «بُستانِكَ الإمارات»، التي، وعلى علامتها التجارية الاستهلاكية «بُستانِكَ»، وهي أكبر مزرعة عمودية داخلية في العالم تبلغ مساحتها 330 ألف قدم مربعة، وتزيد طاقتها الإنتاجية على مليون كيلوغرام من الخضر الورقية ذات الجودة العالية سنوياً، أي ما يعادل 3 أطنان يومياً  وتسهم "بستانك" في تأمين سلاسل الإمداد والتوريد التابعة للشركة، وضمان حصول المسافرين على متن الرحلات المستفيدة من خدمات الشركة وفي مقدمتها "طيران الإمارات" بمنتجات غذائية جودتها مرتفعة ومنتجة محلياً

## الشركات التابعة

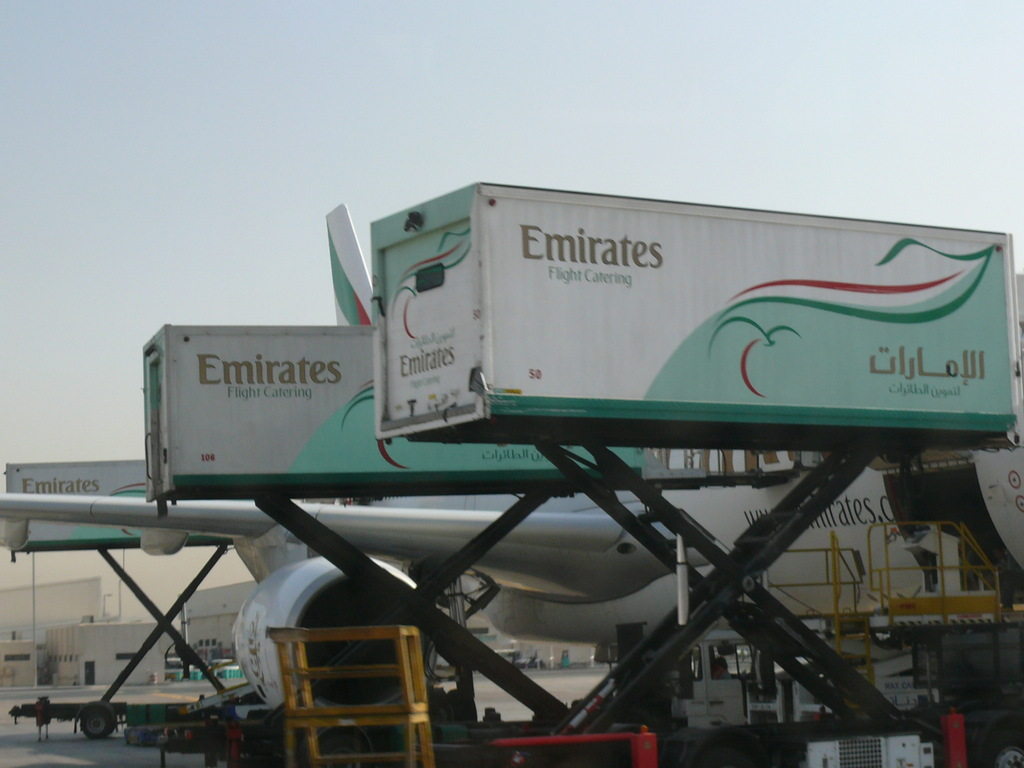
طيران الإمارات للتموين في مطار دبي الدولي

### نقطة الغذاء
هي منشأة لتقديم الطعام مقرها في مجمع دبي للاستثمار الذي افتتح في يوليو 2005. إنها منشأة أخرى لإنتاج الغذاء، ويمكنها إنتاج أكثر من 30 مليون وجبة سنويًا. تم تصميمها وإدارة مشروعها بواسطة «شركة المشروعات الأوروبية»، وهي شركة متخصصة في تصميم الأطعمة مقرها المملكة المتحدة وأصبحت منذ ذلك الحين «شركة نظم الأغذية الدولية المحدودة».

### لاينين كرافت
هي منشأة للغسيل تبلغ مساحتها الإجمالية 10,500 متر مربع (113,021 قدم2) [بحاجة لمصدر] الموجودة في مجمع دبي للاستثمار. منذ التوسع إلى حجم معالجة يصل إلى 80 طنًا يوميًا في عام 2007، أصبح المرفق الآن قادرًا على معالجة 210 طن من منتجات الغسيل والتنظيف الجاف يوميًا.

## روابط خارجية
- الموقع الرسمي
- الشركة الام